# Rosyjski toy
Rosyjski toy – rasa psa przynależna do grupy psów do towarzystwa, zaklasyfikowana do sekcji spanieli miniaturowych. Nie podlega próbom pracy.

## Rys historyczny[2]
W Rosji od początku XX wieku modnymi psami do towarzystwa były miniaturowe teriery angielskie. Głównie od tej rasy pochodzi rosyjski toy. Po wojnie i rewolucji nastąpił regres w hodowli tych psów, jednak nadal wiele z nich było trzymanych w domach. Najczęściej były to mieszańce w typie miniaturowego terriera. Po odpowiedniej selekcji osobników pod kątem efektownej urody i małych rozmiarów w latach 50. rozpoczęła się regularna hodowla. Wykorzystano w niej m.in. pinczera miniaturowego. W rozwoju rosyjskiego toya długowłosego udział miała hodowczyni Eugenia F. Zarowa, a do Polski został on sprowadzony w latach 80. przez Annę Fangor-Witalis. 
Przez FCI toy rosyjski został uznany w 2006 roku.

## Wygląd

### Budowa
Jedna z najmniejszych ras na świecie, o kwadratowej sylwetce z nieznacznie zaznaczonym dymorfizmem płciowym.

### Szata i umaszczenie
Występują dwie odmiany:
- krótkowłosa u której istotnym czynnikiem selekcjonującym było umaszczenie. Włos jest krótki i dobrze przylegający, bez podszerstka
- długowłosa o włosie delikatnym i prostym lub lekko pofalowanym.

Według wzorca FCI, zarówno odmiana długowłosa, jak i krótkowłosa może występować w następujących wariantach kolorystycznych:
- czarne podpalane
- brązowe podpalane
- niebieskie podpalane
- rude w dowolnym odcieniu z czarnym
- rude w dowolnym odcieniu z brązowym nalotem (lub bez)

W każdym z dopuszczalnych umaszczeń są preferowane "soczyste" odcienie.

## Popularność
W Rosji rasa ta cieszy się dużym zainteresowaniem oraz popularnością, w Polsce jest bardzo rzadko spotykana.